# Arestorides argus
Arestorides argus (nomeada, em inglês, eyed cowrie) é uma espécie de molusco gastrópode marinho pertencente à família Cypraeidae da ordem Littorinimorpha. Foi classificada com a denominação Cypraea argus por Linnaeus, em 1758, na obra Systema Naturae; denominação, esta, mantida até o século XX. Considerada a única espécie do gênero Arestorides (táxon monotípico), é nativa do litoral do Indo-Pacífico, do oceano Índico ao sudoeste do Pacífico.

## Descrição da concha e hábitos
Concha de formato cilíndrico-ovalado e de coloração creme ou acastanhada, com manchas aneladas de diversos tamanhos, castanho-escurecidas, lembrando ocelos; sobrepondo-se a quatro faixas largas e castanhas, mais escuras que o fundo, as centrais mais difusas e fundidas até tornarem-se indistintas. Superfície lisa, brilhantemente polida e com muito pequena parte de sua espiral aparente, quando desenvolvida, com sua base ligeiramente convexa; com dentes finos e longos, visíveis nos lábios externo e interno, através de uma abertura recurvada; com duas fortes manchas, castanhas e escuras, em regiões distintas de seu lábio interno. Chegam de 7.5 a até 12 centímetros.

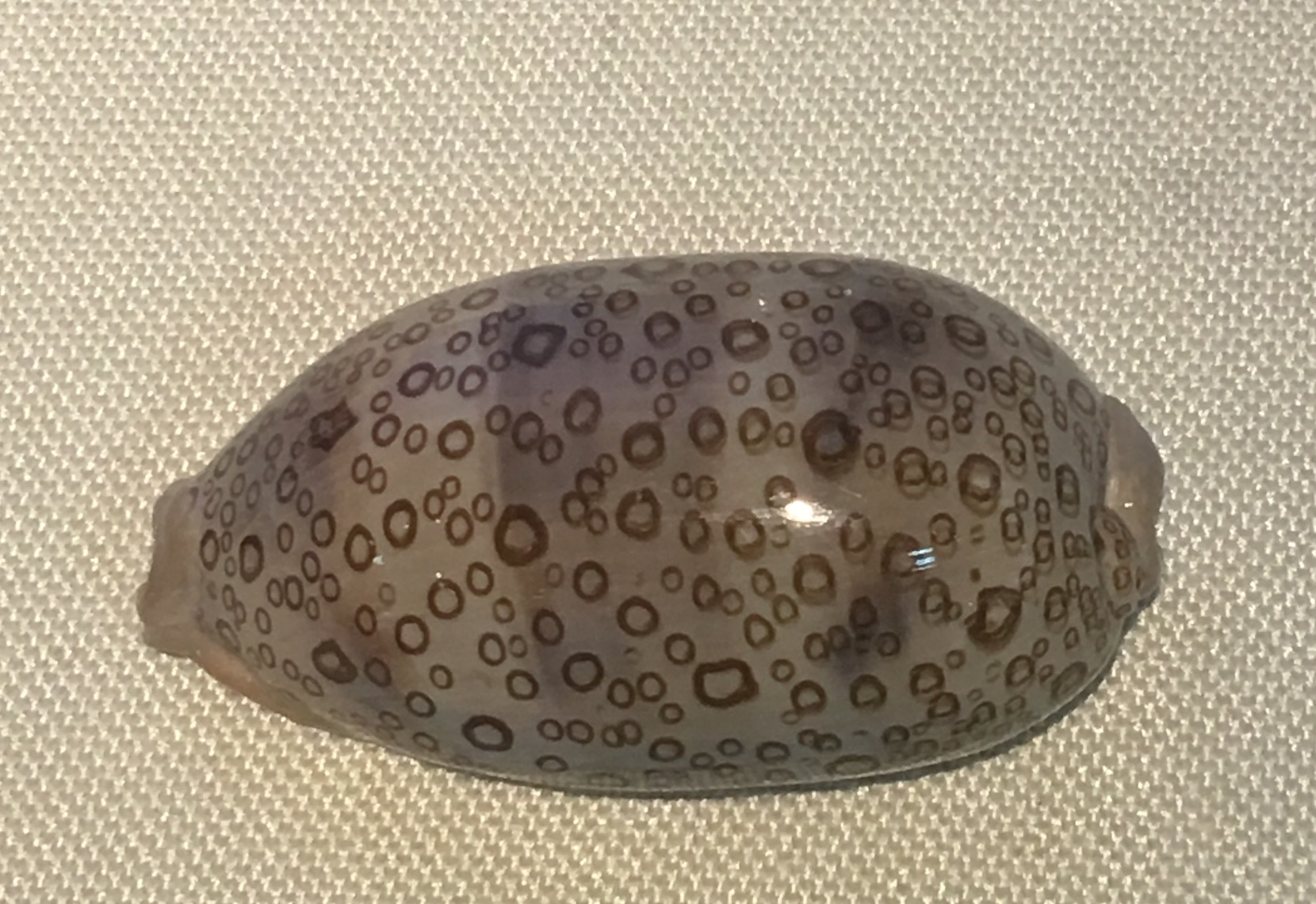
Concha de A. argus em vista superior; em museu de Pequim, China.

É encontrada em águas rasas da zona nerítica, na região da maré baixa até os 10 metros, sob rochas, em fendas ou sob lajes de recifes de coral.

## Subespécies e distribuição geográfica
Havia três subespécies, no passado, que não são mais reconhecidas: Arestorides argus argus (Linnaeus, 1758); Arestorides argus contrastriata (Perry, 1811) e Arestorides argus contracasta Lorenz, 2012.
Esta espécie ocorre no Indo-Pacífico, indo do leste da África, no oceano Índico; em Seicheles, Comores, Somália, Quênia, Moçambique, Tanzânia, Madagáscar, Maurícia, mas não no mar Vermelho e Golfo Pérsico; até o oceano Pacífico, da Austrália, principalmente na Grande Barreira de Coral, em Queensland, até o norte, na Indonésia, Filipinas e Japão, e em direção ao leste do Pacífico, chegando à Melanésia e Polinésia.